# Museo lettone di architettura
Il museo lettone di architettura (in lettone: Latvijas Arhitektūras muzejs) è un'istituzione museale ospitata in un antico edificio nel centro storico di Riga conosciuto come i Tre Fratelli.
Principalmente dedicato al patrimonio architettonico della Lettonia, il museo  è stato fondato il 28 luglio 1994 e inaugurato un anno dopo dal ministro della Cultura e dal Primo ministro.
Il fondo del museo contiene oltre mila documenti. Tra questi vi sono modelli, schizzi e disegni relativi ai nomi dei più famosi e influenti architetti come Christoph Haberland, Johann Felsko, Frīdrihs Jānis Baumanis, Vilhelm Bockslaff, Eizens Laube. Il museo non ha un'esposizione permanente, e l'accesso ai suoi archivi può essere fornito ai specialisti con preavviso.
Il museo collabora anche con il comitato di redazione della rivista Latvijas architettura.